# Coloraderpeton
Coloraderpeton brilli es una especie extinta de lepospóndilo perteneciente al grupo Aistopoda, que vivió a finales del período Carbonífero en lo que hoy son los Estados Unidos. El género fue nombrado por Vaughn (1969), siendo asignado en un comienzo al grupo Ophiderpetontidae, para posteriormente ser agrupado junto al género Oestocephalus en Oestocephalidae por Anderson (2003).